# Alenka Pavlič
Alenka Pavlič, slovenska inženirka elektrotehnike, ekonomistka in političarka, * 18. maj 1962, Jesenice
Kot članica Pozitivne Slovenije je bila poslanka Državnega zbora Republike Slovenije.
Poslanka PS, Volilno območje: I Jesenice 1
2011– poslanka Državnega zbora
1992–2011 disponentka, referentka, samostojna špediterka, vodja referata, vodja izpostave, vodja oddelka, vodja službe, vodja poslovne enote, specialistka logistike v Intereuropi Koper
1994 univerzitetna diploma na Ekonomsko poslovni fakulteti Maribor
1991–1992 predmetna učiteljica tehničnega pouka na Osnovni šoli Tone Čufar Jesenice
1989–1991 vodja nabave v Iskri Unitel Blejska Dobrava
1984–1989 pripravnica, nato inženirka raziskovalka Iskri Telematiki Kranj
1984 zaključni izpit na Fakulteti za elektrotehniko v Ljubljani
1981 matura na Gimnaziji Jesenice